# 英伟达GTC
Nvidia GTC（全名：GPU Technology Conference，中文名稱：GPU 技術大會）是由 Nvidia 主辦的全球性技術大會，自 2009 年開始舉辦。該會議原本以 GPU 在高效能運算與科學研究中的應用為核心，後逐漸發展為涵蓋 人工智慧（AI）、深度學習、機器學習、電腦視覺、資料科學、自駕車、醫療影像與機器人等多元技術主題的國際性交流平台。

## 歷史
GTC的首屆會議，於2009年10月2日在美國加州聖荷西舉行，當時著重於GPU在非圖形領域的計算潛力。隨著Nvidia的產品與技術版圖不斷擴張，GTC的議程也從單純的GPU應用拓展至雲端運算、AI、生物醫學與工業製造等多元場景。
2016年起，GTC更加聚焦於AI的實際應用，尤其是深度學習在各行各業的革命性影響，並隨著Nvidia DGX系統與CUDA架構的發展，持續吸引全球數萬名開發者與科學家參與。
自2020年，COVID-19疫情以來，GTC多次改以線上方式舉辦，讓來自全球的與會者無需出國即可參與完整會程。

## 主題與內容
GTC 涵蓋的主題包括但不限於：
- 人工智慧與深度學習
- 機器學習與模型訓練
- 自主機器（如無人車、機器人）
- 電腦視覺與影像辨識
- 自然語言處理
- 高效能運算（HPC）與模擬
- 資料科學與可視化
- 嵌入式系統與邊緣運算
- 元宇宙與 Omniverse 應用
- 生物醫療與基因運算
- 安全、隱私與量子運算初探

GTC 同時提供開發工具的教學，如 CUDA, TensorRT, NVIDIA Triton, Isaac, Clara, Modulus 與 Jetson 平台相關課程。

## 主題演講

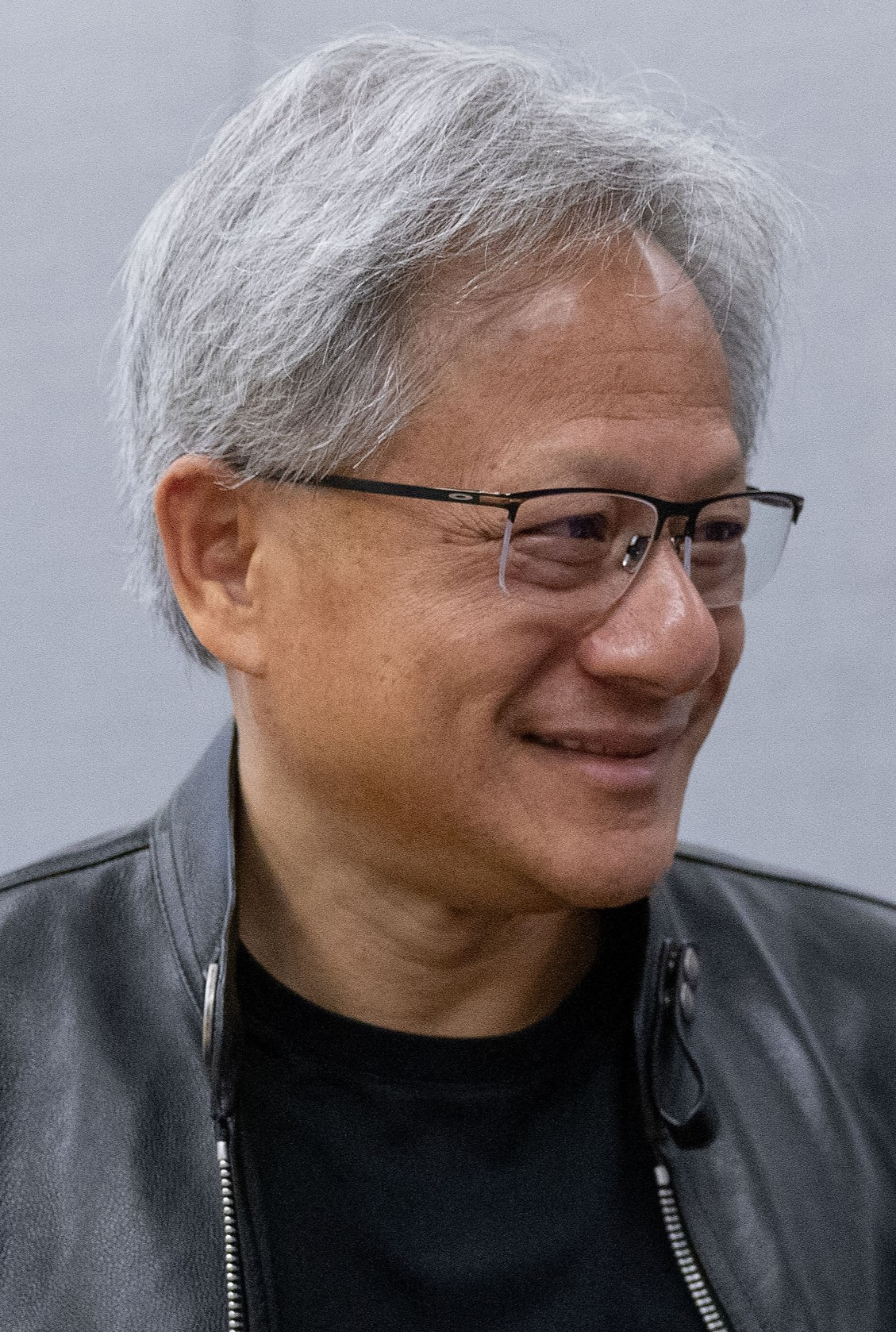
黃仁勳於 2024–2025 年間近期肖像照

黃仁勳親筆簽名

每一屆GTC的重頭戲，為Nvidia執行長 黃仁勳（Jensen Huang）所發表的主題演講。他以風格鮮明、內容深入且富未來感的簡報著稱，經常揭露Nvidia最新技術進展、未來戰略與開發工具，例如：
- 新一代GPU架構（如Volta、Ampere、Hopper，以及最新發表的Blackwell Ultra、Vera Rubin等系列）
- AI超級電腦（如DGX系列）
- Omniverse與生成式AI平台
- Nvidia ACE for Games、ChatRTX、RTX Remix等創新項目

## 線上與全球分會
雖然主會場設於聖荷西，但 GTC 同時也在世界各地設有區域分會（如 GTC China、GTC Japan 等），提供當地語言的講座、技術論壇與實作課程。此外，大多數 GTC 內容也可線上觀看，並提供重播與文件下載。

## 與會對象
GTC 吸引來自下列領域的專業人士：
- AI 研究人員與開發者
- 大學教授與學生
- 醫療與生命科學研究人員
- 金融與保險產業科技人員
- 自動駕駛與工業製造業工程師
- 政府與國防技術專家

## 深度學習學院
在 GTC 期間，Nvidia 同步舉辦 深度學習學院（DLI, Deep Learning Institute）訓練課程，提供從入門到進階的 AI 開發課程，並提供官方認證。課程主題包括模型訓練、部署最佳化、GPU 編程與應用加速等。

## 影響力
Nvidia GTC 被譽為「AI 領域的超級盃」，不僅是科技產業的重要活動，更是 AI、生物醫療、圖形與機器學習創新者每年不可錯過的全球盛事。許多公司與研究機構也會選擇在 GTC 發表最新成果或展示突破性技術。

## 外部連結
- 官方網站（英語）
- Nvidia 深度學習學院（DLI）
- 官方 YouTube 頻道 - GTC 播放清單